# Armando Merodio
Armando Merodio Pesquera (Barcelona, 1935. augusztus 23. – 2018. június 21.) spanyol labdarúgó, csatár.

## Pályafutása

### Klubcsapatban
A Gallarta, a Getxo és az Amurrio korosztályos csapataiban kezdte a labdarúgást. 1954 és 1956 között a Barakaldo játékosa volt. 1956 és 1963 között az Athletic Bilbao csapatában szerepelt, ahol egy bajnoki címet és két spanyol kupa-győzelmet ért el az együttessel. 1963 és 1965 között a Real Murcia, 1965–66-ban a Receativo, 1966–67-ben az Indutxu labdarúgója volt.

### A válogatottban
1953-ban négy alkalommal szerepelt a spanyol U18-as válogatottban és egy gólt szerzett.

## Sikerei, díjai
Athletic Bilbao
- Spanyol bajnokság (La Liga)
  - bajnok: 1955–56
- Spanyol kupa (Copa del Generalísimo)
  - győztes: 1956, 1958